# رجینا وبر
رجینا وبر (به انگلیسی: Regina Weber) ژیمناست زادهٔ ۱۲ آوریل ۱۹۶۳ میلادی اهل کشور آلمان است.